# HLA-B44

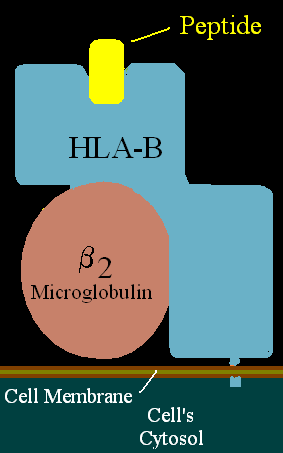

HLA-B44 هو نمط مصلي من مستضد الكريات البيضاء البشرية-ب.